# Всесвітній день читання вголос
Всесвітній день читання вголос (англ. World Read Aloud Day) — свято, започатковане 2010 року міжнародним освітнім проєктом LitWorld [Архівовано 2 грудня 2019 у Wayback Machine.] .
Мета Всесвітнього дня читання вголос полягає у тому, щоб надати можливість людям в усьому світі відчути, яке це насправді задоволення — просто читати вголос для інших; щоб нагадати усім про те, що освіта є одним з основних прав людини і це право має кожна людина у світі. Також мета цього свята — зацікавити дітей та підлітків у читанні книжок уголос разом з друзями  та спонукати їх до обговорення змісту. В цілому, свято має надихати дітей і дорослих просто більше читати і спілкуватися між собою. До того ж, таке заняття не тільки сприятиме тому, що дитина читатиме більше книг, а також поповненню її словникового запасу.
В останні роки під час святкування Всесвітнього дня читання вголос проводиться міжнародна акція, котра складається з 4-х простих кроків:
1. Вибір книжки.
2. Вибір зацікавленої аудиторії.
3. Читання книжки вголос.
4. Фотографування під час заходу та розміщення фото у соціальних мережах із мітками #WorldReadAloudDay #Всесвітній_день_читання_вголос #Читаємовголос і т. д.
2019 року Всесвітній день читання вголос святкували мільйони людей у понад 170 країнах світу, а хештег #WorldReadAloudDay (укр. Всесвітній день читання вголос) став одним із найпопулярніших у Twitter.
В Україні тепер також відзначають це свято та проводять вищезгадану акцію.